# Bahnhof Penig
Der Bahnhof Penig ist eine Betriebsstelle der Bahnstrecke Glauchau–Wurzen und der früher hier einmündenden Bahnstrecke Rochlitz–Penig auf dem Gebiet der Stadt Penig in Sachsen. 

## Geschichte
Der Bahnhof wurde 1872 zusammen mit der Strecke Rochlitz–Narsdorf–Penig als Kopfbahnhof eröffnet. Die Station erhielt recht umfangreiche Gleisanlagen, einen zweiständigen Lokschuppen und die dazugehörigen Lokbehandlungsanlagen.
Mit der Eröffnung der Muldentalbahn 1875 von Glauchau war der Bahnhof Penig zunächst ein Jahr Durchgangsbahnhof, ehe er mit der Eröffnung des Streckenstückes der Muldentalbahn über Wechselburg bis zum Bahnhof Rochlitz zum Trennungsbahnhof wurde. Zusammen mit den zwei Streckenabschnittsinbetriebnahmen wurden auch die Gleisanlagen erweitert.
Sowohl im Reise- als auch im Güterverkehr spielte der Bahnhof von nun an eine wichtige Rolle. Dem Reiseverkehr – hauptsächlich aus Berufsverkehr zu einigen Großbetrieben in Penig – standen drei Bahnsteige zur Verfügung, dem Güterverkehr ein Güterschuppen, eine Kopf- und Seitenladerampe sowie mehrere Ladestraßen. Im Bahnhofsbereich zweigten Anschlussbahnen zu einem Getriebewerk, einer Bäuerlichen Handelsgenossenschaft (BHG) und einem Schlachthof ab. Darüber hinaus kamen noch Anschlussbahnen zur Papierfabrik Penig, zur Spinnerei Amerika aus dem freien Streckengleis und eine bahneigene Schuttstelle.
Im August 1986 war der Bahnhof nach einem Unwetter wegen eines Erdrutsches, der den Bahnhofsbereich mit Geröll und Schlamm überflutete, für einige Tage außer Betrieb.
Nach der politischen Wende 1989/1990 verlor der Bahnhof schnell an Bedeutung und die Beförderungszahlen im Personenverkehr sanken drastisch, während der Güterverkehr gänzlich einbrach. Infolgedessen wurde die Strecke nach Narsdorf zwischen Penig und Langenleuba-Oberhain bereits 1990 eingestellt. Der Güterverkehr auf der Muldentalbahn wurde 2000 eingestellt und seit dem Augusthochwasser 2002 verkehren auch keine Personenzüge mehr.